# Aegiceras
Aegiceras Gaertn. è un genere di piante  della famiglia Primulaceae, tipiche costituenti delle mangrovie estuarine dell'Australasia.

## Tassonomia
Comprende 2 specie:
- Aegiceras corniculatum (L.) Blanco
- Aegiceras floridum Roem. & Schult.